# Worms-Rheindürkheim
Rheindürkheim ist seit dem 7. Juni 1969 ein Ortsteil von Worms im südlichen Wonnegau.
Das Dorf liegt etwa acht Kilometer nördlich der Kernstadt direkt am Rhein in Höhe des Rheinkilometers 451. Zum Ort gehören die Wohnplätze Rheindürkheimer Fahrt und Mückenhäuser Hof sowie das Industriegebiet Worms Nord II. Die Gemarkung grenzt im Westen an die Stadt Osthofen, im Norden an den Stadtteil Worms-Ibersheim und liegt linksrheinisch am Rheinufer zwischen den Rheinstromkilometern 449 und 453,5.

## Wappen
Das Wappen der Nachkriegszeit zeigt heute einen gevierteten Schild und entspricht dem historisch belegten Gerichtssiegel von Rheindürkheim. Im ersten Feld in Schwarz stellt ein gekrönter, rotbewehrter Löwe (Pfälzer Löwe) den historischen Bezug zur Kurpfalz her. Das Feld darunter mit drei silbernen Adlern auf blauem Grund verweist auf die zeitweiligen Grundherren, die Grafen von Leiningen. Das heraldisch linke obere Viertel in Gold mit einem blauen Schlüssel gekreuzt von einem blauen Bischofsstab soll an das Hochstift Worms erinnern. Das linke untere Viertel in Silber mit blauem Bootshaken und einer blauen Sense verweist auf die eigene dörfliche Tradition.

## Geschichte

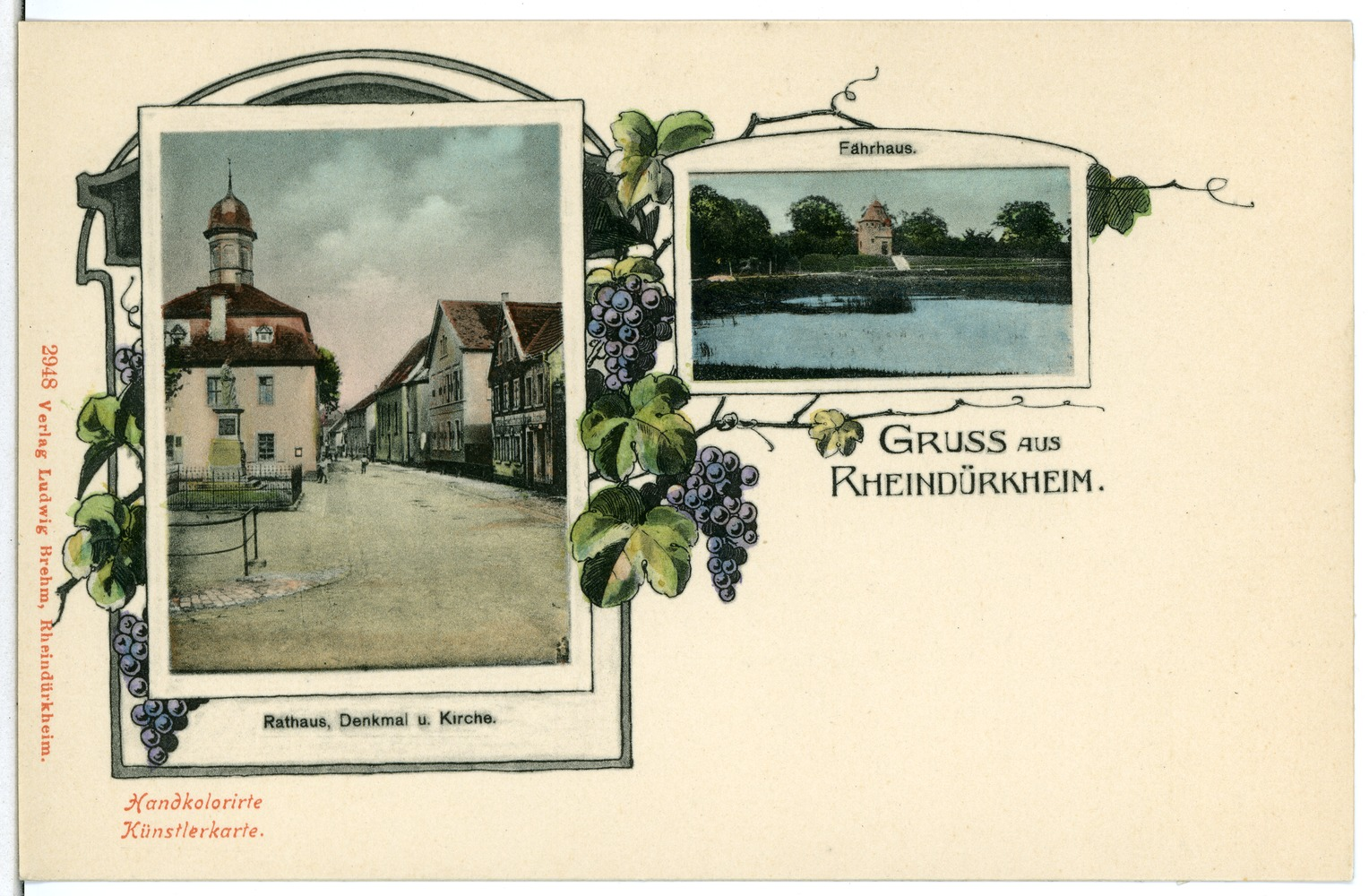
Rheindürkheim 1903, Rathaus, Denkmal und Kirche

Siedlungsspuren in Rheindürkheim und Umgebung reichen von der Jungsteinzeit bis in die römische Zeit. Beim Bau der Eisenbahn 1898 wurde in Rheindürkheim Gärber mit Winkelbandkeramik entdeckt, die der Ausgräber Carl Köhl nach dem ersten Fundort in Monsheim als „Hinkelstein-Typus“ bezeichnete. Sie datieren aus der Zeit von 5.000 bis 4.800 v. Chr.
Am 21. Oktober 812 schenkte der Salier Werner I. eine Hofreite mit Haus und zwei Joch Ackerland dem Kloster Lorsch. Er war der Schwiegersohn von Adeltrud, verheiratet mit dem Sieghardinger Grafen Eberhard, die dem Kloster viermal Ibersheimer Güter schenkte. Auch das Kloster Otterberg war im Ort begütert.
Neben der Kurpfalz sind das Bistum Worms, das Stift St. Paulus in Worms und die Grafen von Leiningen als Herren des Dorfes nachweisbar. Nach dem kinderlosen Tod des Grafen Hesso von Leiningen-Dagsburg 1467 kam Rheindürkheim in den gemeinschaftlichen Besitz der Kurpfalz und des Hochstifts Worms. Der Ort gehörte zum kurpfälzischen Oberamt Alzey. In einem umfassenden Tauschvertrag von 1705 zwischen Wormser Fürstbischof Franz Ludwig von Pfalz-Neuburg und dem pfälzer Kurfürst Johann Wilhelm wurden verschiedene Gebiete zwischen dem Hochstift und der Kurpfalz getauscht und Kondominate aufgelöst. Das bis dahin bestehende Kondominat über Rheindürkheim wurde beendet und das Dorf ging an das Hochstift Worms.

## Bevölkerung

### Einwohnerentwicklung
| Datum | Einwohner |
| ----- | --------- |
| 1925  | 1.568     |
| 1933  | 1.767     |
| 1939  | 1.773     |
| 1968  | 2.248     |
| 2012  | 2.798     |
| 2022  | 3.032     |

Die Einwohnerzahl betrug am 31. Dezember 2006 insgesamt 2.964 Personen. Davon waren 1.469 Personen männlichen, und 1.495 Personen weiblichen Geschlechts. Mit Hauptwohnsitz waren es 2944 Personen und 20 Personen nur mit Nebenwohnsitz. Der Ausländeranteil zur Gesamteinwohnerzahl betrug 5,16 %.

## Politik

### Ortsbeirat
Für den Stadtteil Worms-Rheindürkheim wurde ein Ortsbezirk gebildet. Dem Ortsbeirat gehören elf Beiratsmitglieder an, den Vorsitz im Ortsbeirat führt der direkt gewählte Ortsvorsteher.
Zum Ortsbeirat siehe die Ergebnisse der Kommunalwahlen in Worms.

### Ortsvorsteher
Ortsvorsteher ist Björn Krämer (CDU). Bei der Kommunalwahl am 26. Mai 2019 wurde er mit einem Stimmenanteil von 51,1 % gewählt und ist damit Nachfolger von Adolf Kessel (CDU), der die Wahl zum Wormser Oberbürgermeister gewonnen hatte. Bei der Kommunalwahl am 9. Juni 2024 setzte er sich mit einem Stimmenanteil von 77,6 % gegen einen Mitbewerber durch.

## Sehenswürdigkeiten und Kultur

### Bauwerke
Der historische Ortskern wird gebildet vom 1732 erbauten Rathaus und von der 1776, ebenfalls in barocker Form errichteten Simultankirche St.Peter, in der jeweils die evangelische und die katholische Kirchengemeinde ihre Gottesdienste abhalten. Auf dem Kiesplatz befindet sich ein Germania-Denkmal. Eine örtliche Besonderheit ist der große Schiffermast am Rheinufer, der auf einem Schiffsbug aus der Rheinmauer ragt.

### Regelmäßige Veranstaltungen
- Rheinperlenfest mit Krönung der Rheinperlenkönigin am letzten Wochenende im Juni
- Rheinuferfest Rheindürkheim
- Kerwe-Eröffnung mit Kerwebaum-Aufstellung und Kerwe-Umzug in Rheindürkheim[18]

## Sport und Vereine
Es bestehen etwa 40 Vereine, soziale Einrichtungen, Parteien und sonstige Gruppen.

## Wirtschaft und Infrastruktur
Von historisch wirtschaftlicher Bedeutung war 1886 die Gründung der Vereinigten Strohstoff-Fabriken mit Sitz in Dresden und ihren Werken in Coswig, Rheindürkheimer Fahrt und Dohna. 1948 wurde der Geschäftssitz nach Rheindürkheim verlegt. Man firmierte nun als Rheinische Strohzellstoff AG und war damit eine der ältesten und größten Strohzellstofffabriken Deutschlands. Dieser Rohstoff war älter als der Holzzellstoff und deckte fast den gesamten westdeutschen Bedarf ab. Zahlreiche Arbeitsplätze entstanden. 1963 hatte sich die Papier- und Kartonherstellung von diesem Rohstoff zurückgezogen. Der Betrieb wurde stillgelegt, die AG liquidiert, die Arbeitsplätze und Steuereinnahmen verschwanden. Heute wachsen im ausgewiesenen Industriegebiet Logistikzentren.

### Verkehr
Rheindürkheim liegt an der Bundesstraße 9 und hat gleich nach der südlichen Gemarkungsgrenze durch einen Autobahnzubringer Verbindung zur linksrheinischen Autobahn 61.
ÖPNV
Der nächste DB-Bahnhof ist in Osthofen.
Die Stadtbuslinie 431 (früher 411) führt vom Hauptbahnhof Worms über die Mainzer Straße und das Industriegebiet Nord nach Rheindürkheim und von da weiter nach Osthofen.
Eine weitere Busverbindung, die Linie 432 versorgt die Strecke Hauptbahnhof Worms – Rheindürkheim – Ibersheim – Hamm – Eich – Gimbsheim – Guntersblum. Spätabends fahren Ruftaxis, welche vor der gewünschten Abfahrt telefonisch bestellt werden müssen. Für diese gilt ein besonderer Tarif, bei dem jedoch Jahres- und Halbjahreskarten des Verkehrsverbundes Rhein-Neckar (VRN) akzeptiert werden.
Altrheinbahn
Die damalige wirtschaftliche Entwicklung schob den Bau der Altrheinbahn an, deren erster Streckenabschnitt von Osthofen bis Rheindürkheim bereits 1897 in Betrieb genommen wurde. 1993 erfolgte die Stilllegung der gesamten Strecke. Das Auto und der Straßenbau machten die Eisenbahn überflüssig.

## Persönlichkeiten
- Johann Valentin Heimes (1741–1806), Weihbischof in Mainz, in den 1770er-Jahren Pfarrer in Rheindürkheim
- Jakob Krug (1877–1965), Architekt
- Jakob Eckert (1916–1940), Fußball-Nationalspieler
- Adolf Kessel (* 1957), Politiker, Oberbürgermeister von Worms, 1994–2019 Ortsvorsteher von Worms-Rheindürkheim